# Колосово (Владимирская область)
Колосово — деревня в Камешковском районе Владимирской области России, входит в состав Вахромеевского муниципального образования.

## География
Деревня расположена в 2 км на запад от центра поселения посёлка Имени Горького, в 16 км на север от райцентра Камешково.

## История
В XIX — первой четверти XX века деревня входила в состав Филяндинской волости Ковровского уезда, с 1926 года — в составе Тынцовской волости. В 1859 году в деревне числилось 30 дворов, в 1905 году — 45 дворов, в 1926 году — 66 дворов.
С 1929 года деревня входила в состав Вахромеевского сельсовета Ковровского района, с 1940 года — в составе Камешковского района, с 2005 года — в составе Вахромеевского муниципального образования.

## Население
| 1859 | 1905 | 1926 |
| ---- | ---- | ---- |
| 203  | 286  | 359  |

| 1859 | 1905 | 1926 | 2002 | 2010 | 2021 |
| ---- | ---- | ---- | ---- | ---- | ---- |
| 203  | ↗286 | ↗359 | ↘63  | ↘47  | ↘37  |